# Ароматновское сельское поселение
Ароматновское се́льское поселе́ние (укр. Ароматнівське сільське́ посе́лення, крымскотат. Шабан Оба кой юрту, Şaban Oba köy yurtu) — муниципальное образование в Белогорском районе Республики Крым России.
Административный центр — село Ароматное.

## География
Расположено в западной части Белогорского района, на пути из Белогорска в Симферополь.

## Население
| 2001  | 2014  | 2015  | 2016  | 2017  | 2018  | 2019  |
| ----- | ----- | ----- | ----- | ----- | ----- | ----- |
| 2430  | ↘2414 | ↗2416 | ↗2421 | ↘2409 | ↘2393 | ↗2420 |
| 2020  | 2021  |       |       |       |       |       |
| ↗2431 | ↗2578 |       |       |       |       |       |

## Состав
В состав сельского поселения входят 3 населённых пункта:
| № | Населённый пункт | Тип населённого пункта       | Население |
| - | ---------------- | ---------------------------- | --------- |
| 1 | Ароматное        | село, административный центр | ↗1772     |
| 2 | Красногорское    | село                         | ↘211      |
| 3 | Курортное        | село                         | ↗431      |

## История
В 1954 году был образован Ароматновский сельский совет..
На 15 июня 1960 года в его составе числились следующие сёла:

| - Ароматное - Красногорское - Курортное | - Межгорье - Овражки - Пасечное |

Статус и границы Ароматновского сельского поселения установлены Законом Республики Крым от 5 июня 2014 года № 15-ЗРК «Об установлении границ муниципальных образований и статусе муниципальных образований в Республике Крым».